# Кашмирский луциан
Кашмирский луциан, или жёлто-синий луциан (лат. Lutjanus kasmira)— вид лучепёрых рыб из семейства луциановых. Широко распространены в Индо-Тихоокеанской области. Максимальная длина тела 40 см. В некоторых регионах имеет промысловое значение.

## Описание
Тело умеренно высокое, его высота укладывается 2,4—2,8 раз в стандартную длину тела. Преорбитальное расстояние обычно больше диаметра глаза (у мелких особей меньше). Верхний профиль головы резко наклонён. Хорошо развиты предглазничные выемка и выпуклость. Зубы на сошнике расположены в форме полумесяца, нет среднего выступа на заднем крае. Язык гладкий, без зубов. На первой жаберной дуге 20—22 жаберных тычинок, из них 13—14 на нижней части (включая рудиментарные). В спинном плавнике 10 жёстких и 14—15 мягких лучей. В заострённом анальном плавнике 3 жёстких и 7—8 мягких лучей. Хвостовой плавник выемчатый. В грудных плавниках 15—16 лучей. В боковой линии 48—51 чешуя. Над боковой линией ряды чешуй косо поднимаются к спинной поверхности.
Спина и бока тела ярко-жёлтые, нижняя часть головы и брюхо беловатые. Вдоль тела проходят 4 ярко-голубые полосы. На нижней стороне тела есть несколько сероватых полосок. Плавники жёлтые.
Максимальная длина тела 40 см, обычно до 25 см.

## Биология
Морские бентопелагические рыбы. Обитают в мелководных лагунах и на внешнем склоне рифовых областей в коралловых рифах, встречаются на глубине до 180 м у Маркизских островов и до 265 м в Красном море; обычно на глубине до 60 м. В дневные часы часто наблюдаются большие скопления жёлто-синих луцианов в кораллах, пещерах или у остовов затонувших кораблей. Часто встречаются в окружении мелкозубых барабуль Mulloidichthys mimicus, окраска которых почти полностью повторяет окраску кашмирского луциана. Подобного рода мимикрия позволяет барабулям успешнее избегать хищников, которые неохотно нападают на луцианов.

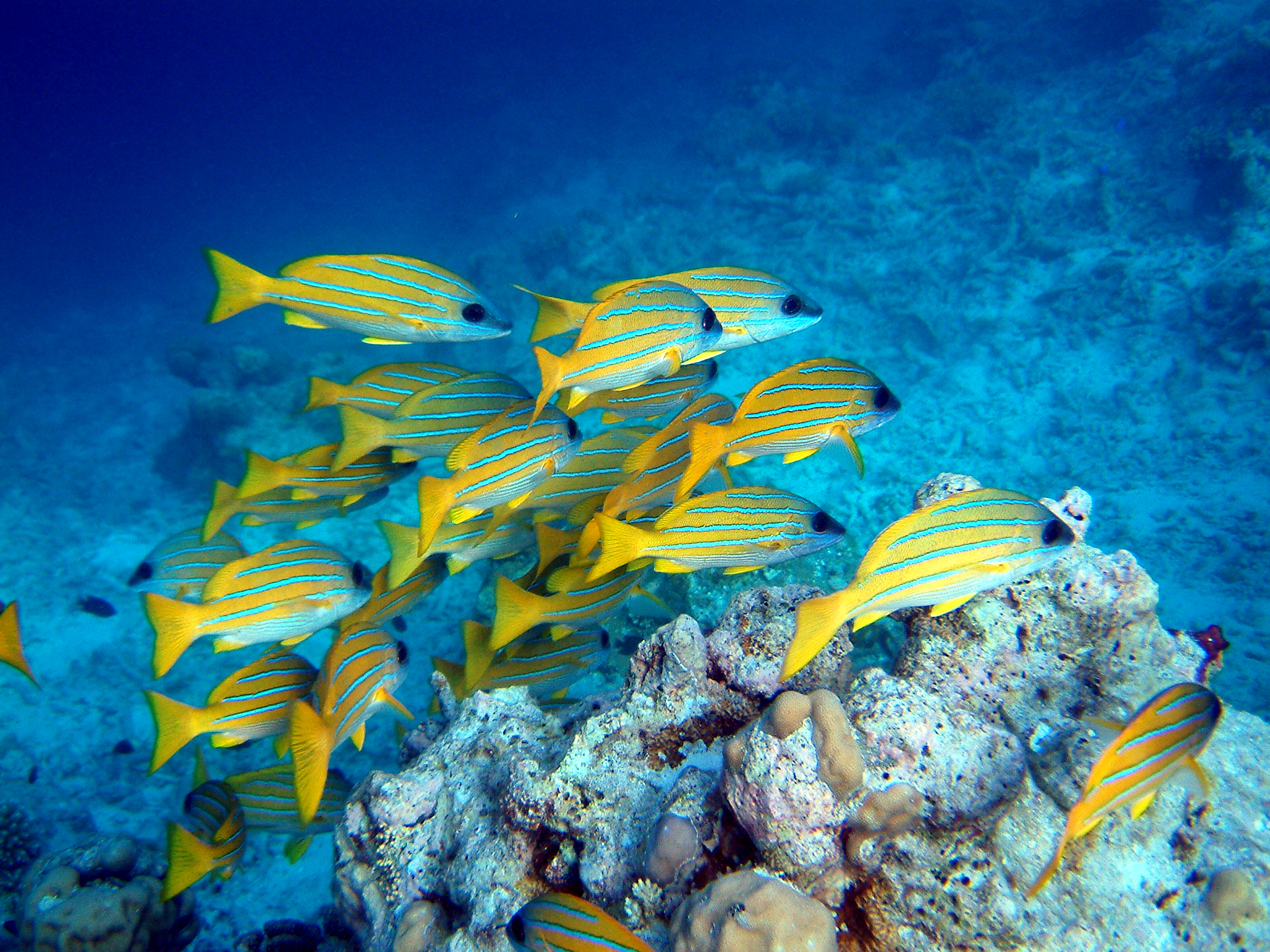
Стайка кашмирскаих луцианов

По мере роста рыб изменяются предпочитаемые места обитания. Более молодые мелкие рыбы образуют большие стаи над песчаными грунтами, а более крупные особи ведут одиночный образ жизни или образуют небольшие стайки на более глубоководных рифовых участках.
По данным разных авторов максимальная продолжительность жизни кашмирских луцианов варьируется от 6 до 14 лет.

### Питание
Спектр питания жёлто-синих луцианов довольно широк, в состав рациона входят рыбы, крабы, креветки, ротоногие, головоногие, а также планктонные ракообразные. Иногда в желудках встречаются водоросли.

### Размножение
Впервые созревают при длине тела 20—25 см в возрасте 1—3 года. В низких широтах нерест наблюдается в течение всего года; в Андаманском море пик нереста приходится на ноябрь — декабрь. Икра пелагическая, диаметр икринок варьируется от 0,78 до 0,85 мм. Эмбриональное развитие при температуре 22—25 °С продолжается несколько часов.

## Ареал
Кашмирский луциан — один из наиболее широко распространённых видов в семействе луциановых. Индийский океан: от Красного моря вдоль восточного побережья Африки до Мозамбика и Маврикия; Индия, Юго-Восточная Азия, Французская Полинезия, Индонезия; западная часть Тихого океана: от юга Японии, Океания, до северной и восточной Австралии, Маркизские острова; интродуцирован на Гавайские острова.

## Взаимодействие с человеком
В 1950-х годах Гавайское отделение рыбы и дичи англ. Hawaii's Division of Fish and Game исследовали морскую фауну Гавайских островов и пришли к заключению, что ихтиофауна представлена преимущественно растительноядными видами рыб. Не сходно с другими островами Тихого океана, в водах Гавайских островов отсутствовали представители семейств Serranidae и Lutjanidae. Для перспектив развития рекреационного и коммерческого рыболовства, было принято решение вселить в воды Гавайских островов несколько видов рыб. Всего было интродуцировано 12 видов рыб, которых завезли из Мексики, архипелага Острова Общества, Маркизских островов и Кирибати. Хорошо прижились только три вида, и наиболее успешной была интродукция кашмирского луциана. В 1958 году с Маркизских островов было завезено всего 2435 особей луциана, которых выпустили в один из заливов острова Оаху. Уже через несколько лет луцианы расселились по прибрежным водам всех островов, их численность существенно увеличилась. Первое время рыбаки были недовольны таким широким распространением кашмирского луциана, поскольку вследствие небольших размеров и непривычной для жителей островов окраски, цена на данный промысловый вид была невысока (значительно ниже аборигенных видов), а в уловах он начал преобладать. Со временем цена выросла и стабилизировалась. И теперь кашмирский луциан является одной из основных промысловых рыб Гавайских островов.
Высказывалось также опасение, что вселённый вид окажет негативное влияние на нативные виды рыб из-за конкуренции за пространство и пищу, или будет выступать в качестве хищника. Наиболее близким к кашмирскому луциану по типам местообитаний оказался аборигенный вид Mulloidichthys vanicolensis. После широкого распространения луциана и возрастания его численности наблюдалось вытеснение желтопёрой мелкозубой барабули в более верхние слои воды, где для неё возрастает риск хищничества и промысла.
Кашмирский луциан является промысловым видом во многих регионах на протяжении всего ареала. Ловят донными удочками, ловушками и жаберными сетями. Реализуется в свежем виде. Популярный объект спортивной рыбалки. Молодь отлавливают для нужд аквариумной индустрии.
Международный союз охраны природы присвоил этому виду охранный статус «Вызывающий наименьшие опасения»>.